# Públicos do Botafogo de Futebol e Regatas

## Maiores públicos
Esses são os dez maiores públicos presentes da história do Botafogo, exceto rodadas duplas e triplas[a]
Públicos presentes conhecidos. Segundo o vídeo do Canal 100, disponível no Youtube em 1º de maio de 2012, sobre o público presente da partida do Clássico Vovô de 27 de junho de 1971: ...Em campo, sob os olhares atentos e nervosos de mais de 160.000 torcedores...
| Nº | Público | Mandante      | Placar | Visitante     | Estádio  | Data                   | Competição       | Ref. |
| -- | ------- | ------------- | ------ | ------------- | -------- | ---------------------- | ---------------- | ---- |
| 1  | 158 994 | Botafogo      | 3–0    | Flamengo      | Maracanã | 15 de dezembro de 1962 | Carioca          |      |
| 2  | 158 477 | Flamengo      | 2–2    | Botafogo      | Maracanã | 29 de abril de 1979    | Carioca Especial |      |
| 3  | 149 191 | Flamengo      | 2–1    | Botafogo      | Maracanã | 1 de junho de 1969     | Carioca          |      |
| 4  | 149 005 | Vasco da Gama | 2–0    | Botafogo      | Maracanã | 28 de abril de 1968    | Carioca          |      |
| 5  | 142 892 | Flamengo      | 0–2    | Botafogo      | Maracanã | 14 de março de 1971    | Carioca          |      |
| 6  | 142 339 | Fluminense    | 1–0    | Botafogo      | Maracanã | 27 de junho de 1971    | Carioca          |      |
| 7  | 141 689 | Botafogo      | 4–0    | Vasco da Gama | Maracanã | 9 de junho de 1968     | Carioca          |      |
| 8  | 139 098 | Botafogo      | 1–0    | Flamengo      | Maracanã | 2 de junho de 1979     | Carioca          |      |
| 9  | 137 261 | Flamengo      | 0–0    | Botafogo      | Maracanã | 26 de março de 1972    | Carioca          |      |
| 10 | 135 487 | Botafogo      | 3–1    | Flamengo      | Maracanã | 19 de abril de 1981    | Brasileiro       |      |

Esses são os dez maiores públicos presentes da história do Botafogo em jogos sem os maiores rivais, exceto rodadas duplas e triplas
| Nº | Público | Mandante | Placar | Visitante        | Estádio  | Data                    | Competição     | Ref.  |
| -- | ------- | -------- | ------ | ---------------- | -------- | ----------------------- | -------------- | ----- |
| 1  | 111 641 | Botafogo | 2–1    | Bangu            | Maracanã | 17 de dezembro de 1967  | Carioca        |       |
| 2  | 107 730 | Botafogo | 0–0    | Atlético Mineiro | Maracanã | 12 de fevereiro de 1978 | Brasileiro     |       |
| 3  | 102 348 | Botafogo | 3–0    | Santos           | Maracanã | 3 de janeiro de 1962    | Amistoso       |       |
| 4  | 102 260 | Botafogo | 3–1    | Santos           | Maracanã | 31 de março de 1963     | Brasileiro     |       |
| 5  | 101 581 | Botafogo | 0–0    | Juventude        | Maracanã | 27 de junho de 1999     | Copa do Brasil |       |
| 6  | 88 690  | Botafogo | 2–1    | Palmeiras        | Maracanã | 29 de março de 1973     | Libertadores   |       |
| 7  | 82 421  | Botafogo | 3–2    | America          | Maracanã | 20 de agosto de 1967    | Taça Guanabara |       |
| 8  | 75 350  | Botafogo | 3–0    | Resende          | Maracanã | 1 de março de 2009      | Taça Guanabara | [ 1 ] |
| 9  | 74 478  | Botafogo | 0–3    | Santos           | Maracanã | 20 de janeiro de 1974   | Brasileiro     |       |
| 10 | 70 324  | Botafogo | 0–5    | Santos           | Maracanã | 2 de abril de 1963      | Brasileiro     |       |

Nota ^  Eventualmente, a partida Botafogo 2 a 1 Palmeiras, com público presente desconhecido nos dias atuais, disputada em 29 de março de 1973 perante um público de 88.690 pagantes, poderia estar melhor posicionada nesta lista.
Maiores públicos presentes contra outros dos 12 maiores clubes do Brasil não citados acima
| Nº | Público | Mandante | Placar | Visitante     | Estádio  | Data                   | Competição   | Ref.  |
| -- | ------- | -------- | ------ | ------------- | -------- | ---------------------- | ------------ | ----- |
| 1  | 68 695  | Botafogo | 2–1    | Corinthians   | Maracanã | 20 de dezembro de 1972 | Brasileiro   | [ 3 ] |
| 2  | 67 473  | Botafogo | 1–0    | São Paulo     | Maracanã | 22 de abril de 1981    | Brasileiro   |       |
| 3  | 59 943  | Botafogo | 0–0    | Cruzeiro      | Maracanã | 10 de dezembro de 1995 | Brasileiro   | [ 4 ] |
| 4  | 36 034  | Botafogo | 0–0    | Grêmio        | Engenhão | 13 de setembro de 2017 | Libertadores | [ 5 ] |
| 5  | 30 596  | Botafogo | 0–1    | Internacional | Engenhão | 30 de novembro de 2019 | Brasileiro   | [ 6 ] |

Maior público presente em jogos contra clubes estrangeiros
| Nº | Público | Mandante | Placar | Visitante | Estádio  | Data                  | Competição | Ref. |
| -- | ------- | -------- | ------ | --------- | -------- | --------------------- | ---------- | ---- |
| 1  | 58 970  | Botafogo | 2–4    | Honvéd    | Maracanã | 23 de janeiro de 1957 | Amistoso   |      |

Estes são os dez maiores públicos presentes do Botafogo na Libertadores como mandante
| Nº | Público | Mandante | Placar | Visitante       | Estádio       | Data            | Ano  | Ref.                |
| -- | ------- | -------- | ------ | --------------- | ------------- | --------------- | ---- | ------------------- |
| 1  | 88 290  | Botafogo | 2–1    | Palmeiras       | Maracanã      | 29 de março     | 1973 | [ 7 ]               |
| 2  | 51 541  | Botafogo | 1–2    | Colo-Colo       | Maracanã      | 6 de abril      | 1973 | [carece de fontes?] |
| 3  | 50 638  | Botafogo | 4–0    | Deportivo Quito | Maracanã      | 5 de fevereiro  | 2014 | [ 8 ]               |
| 4  | 49 999  | Botafogo | 2–0    | Palmeiras       | Maracanã      | 12 de março     | 1973 | [ 9 ]               |
| 5  | 44 232  | Botafogo | 0–4    | Santos          | Maracanã      | 28 de agosto    | 1963 | [ 10 ]              |
| 6  | 43 293  | Botafogo | 0–1    | Unión Española  | Maracanã      | 2 de abril      | 2014 | [ 11 ]              |
| 7  | 42 137  | Botafogo | 3–2    | Nacional        | Maracanã      | 24 de fevereiro | 1973 | [ 12 ]              |
| 8  | 40 050  | Botafogo | 2–0    | Nacional        | Nilton Santos | 10 de agosto    | 2017 | [ 13 ]              |
| 9  | 38 357  | Botafogo | 2–1    | Colo-Colo       | Nilton Santos | 1 de fevereiro  | 2017 | [ 14 ]              |
| 10 | 36 034  | Botafogo | 0–0    | Grêmio          | Nilton Santos | 13 de setembro  | 2017 | [ 15 ]              |

Esses são os dez maiores públicos da história do Botafogo no Nilton Santos
| Nº | Público presente | Público pagante | Mandante   | Placar | Visitante          | Competição            | Data       | Ref.   |
| -- | ---------------- | --------------- | ---------- | ------ | ------------------ | --------------------- | ---------- | ------ |
| 1  | 43 810           | 40 000          | Fluminense | 1–2    | Botafogo           | Campeonato Brasileiro | 30/06/2007 | [ 16 ] |
| 2  | 43 071           | 38 951          | Botafogo   | 4–1    | Coritiba           | Campeonato Brasileiro | 30/07/2023 | [ 17 ] |
| 3  | 42 982           | 39 393          | Botafogo   | 5–0    | Peñarol            | Copa Libertadores     | 23/10/2024 | [ 18 ] |
| 4  | 42 000           | 36 995          | Botafogo   | 4–0    | Ceará              | Campeonato Brasileiro | 07/09/2011 | [ 19 ] |
| 5  | 41 986           | 36 967          | Botafogo   | 2–1    | São Paulo          | Campeonato Brasileiro | 08/12/2024 | [ 20 ] |
| 6  | 41 899           | N/A             | Botafogo   | 0–0    | Cuiabá             | Campeonato Brasileiro | 09/11/2024 | [ 21 ] |
| 7  | 40 769           | 38 346          | Botafogo   | 1–2    | Flamengo           | Campeonato Brasileiro | 02/09/2023 | [ 22 ] |
| 8  | 40 089           | 37 037          | Botafogo   | 0–0    | São Paulo          | Copa Libertadores     | 18/09/2024 | [ 23 ] |
| 9  | 40 050           | 36 133          | Botafogo   | 2–0    | Nacional (Uruguai) | Copa Libertadores     | 10/08/2017 | [ 24 ] |

A ^  O jogo Botafogo 0 a 0 Portuguesa não é considerado porque se tratou de uma rodada dupla para o Campeonato Carioca de 1969 em que o chamariz foi o jogo principal entre Flamengo e Fluminense.